# Гонен, Юваль
Юваль Гонен (ивр. יובל גונן‎), в девичестве Гаргир; род. 3 июля 1993 года, Гиватаим, Тель-Авивский округ, Израиль) — израильская актриса, танцовщица и модель.

## Биография
Родилась в семье сотрудника муниципалитета города Тель-Авив, мать занималась международными перевозками. Занималась танцами в ансамбле «Бат-Шева». С 2018 года замужем за Ассафом Гоненом. Получила степень бакалавра по философии, окончив в 2022 году Тель-Авивский университет.

## Фильмография[англ.]
- 2024 — Гладиатор 2 — Аришат[2]
- 2021 — Исчезающие[ивр.] — Альма
- 2020 — Станция[ивр.] — Алома
- 2019 — Танцевальная история[ивр.] — Калила
- 2017 — Просто хочу танцевать[ивр.] — камео